# El paseo
El paseo es una película colombiana estrenada en el año 2010 dirigida por Harold Trompetero y protagonizada por Antonio Sanint y Carolina Gómez. Además cuenta con la actuación de María Margarita Giraldo y Adelaida López.
Es hasta el momento la tercera película colombiana más vista de su historia, después de Magia Salvaje y Una al año no hace daño, con una cifra récord de audiencia de 1 501 795 personas.
La película tuvo una secuela llamada El paseo 2 en 2012. En 2013 se estrenó la tercera película de la serie, en 2016 la cuarta parte, en 2018 la quinta parte, en el 2021 la sexta parte y en el 2023 la séptima parte.

## Sinopsis
Después de 11 años de trabajo continuo, Álex Peinado decide pasar unas vacaciones inolvidables junto a su familia. Así que emprende un viaje en carro rumbo a Cartagena, junto a su esposa, sus dos hijos adolescentes, su perro Káiser y hasta su insufrible suegra. Pero el viaje no es su única motivación: Álex oculta un plan que le exige llegar a su destino puntualmente. Sin embargo el recorrido se convertirá en la más increíble aventura que, aunque pondrá en riesgo su llegada a la costa, le dará a su familia la más extraordinaria lección de vida.

## Reparto
- Antonio Sanint como Álex Peinado.
- Carolina Gómez como Hortensia de Peinado.
- María Margarita Giraldo como Carmelita.
- Adelaida López como Milena Peinado.
- Miguel Canal como Octavio Peinado.
- Luis Fernando Munera como Doctor Benítez.
- Carlos Alberto Jiménez como Saratrusta.
- Carlos Serrato como "Jefe Cabeza Rapada"
- Karoll Márquez como Danny
- John Alex Castillo como "Cabeza rapada".
- David Noreña como "Cabeza rapada" guardián.